# Stara Gora (Mirna, Slovenija)
Stara Gora je naselje u slovenskoj Općini Mirna. Stara Gora se nalazi u pokrajini Dolenjskoj i statističkoj regiji Jugoistočnoj Sloveniji. 

## Stanovništvo
Prema popisu stanovništva iz 2002. godine naselje je imalo 30 stanovnika.